# الإقليم القطبي الشمالي الجديد

يُعد الإقليم القطبي الشمالي الجديد واحد من ثمانية أقاليم جغرافية حيوية تشكل سطح الأرض.
يُغطي معظم أمريكا الشمالية، بما في ذلك جرينلاند ووسط فلوريدا ومرتفعات المكسيك. وأجزاء من أمريكا الشمالية التي لا تقع في نطاق المنطقة القطبية الشمالية الجديدة، وهي شرق المكسيك وجنوب فلوريدا وساحل وسط فلوريدا وأمريكا الوسطى وجزر الكاريبي التي هي جزء من الإقليم المداري الجديد، إلى جانب أمريكا الجنوبية.

## روابط خارجية
- Map of the ecozones
- Nearctica, The Natural World of North America
- "Nearctic Region" . New International Encyclopedia. 1905. {{استشهاد بموسوعة}}: يحتوي الاستشهاد على وسيط غير معروف وفارغs: |HIDE_PARAMETER15=، |HIDE_PARAMETER13=، |HIDE_PARAMETER2=، |HIDE_PARAMETER21=، |HIDE_PARAMETER32=، |HIDE_PARAMETER30=، |HIDE_PARAMETER29=، |HIDE_PARAMETER14=، |HIDE_PARAMETER17=، |HIDE_PARAMETER20=، |HIDE_PARAMETER5=، |HIDE_PARAMETER19=، |HIDE_PARAMETER26=، |HIDE_PARAMETER3=، |HIDE_PARAMETER16=، |HIDE_PARAMETER4=، |HIDE_PARAMETER10=، |HIDE_PARAMETER25=، |HIDE_PARAMETER33=، |HIDE_PARAMETER31=، |HIDE_PARAMETER18=، |HIDE_PARAMETER24=، |HIDE_PARAMETER22=، |HIDE_PARAMETER11=، |HIDE_PARAMETER1=، |HIDE_PARAMETER23=، |HIDE_PARAMETER28=، |HIDE_PARAMETER27=، و|HIDE_PARAMETER12= (مساعدة)